# Dendroplex kienerii
Dendroplex kienerii е вид птица от семейство Furnariidae. Видът е почти застрашен от изчезване.

## Разпространение
Видът е разпространен в Бразилия, Колумбия и Перу.